# Oblast Jambıl
Oblast Jambıl (Kazachs: Жамбыл облысы, Jambıl oblısı; Russisch: Жамбылская область, Zjambylskaja oblast) is een oblast (provincie) in Kazachstan. De hoofdstad van de oblast is Taraz, gelegen centraal in het zuiden van de provincie. Er wonen 1,1 miljoen mensen in de oblast.
De oblast is administratief-territoriaal ingedeeld in 11 eenheden: 10 districten (ауданы) en 1 - met district gelijkgestelde - stad (Қ.Ә.).
De oblast grenst in het zuiden aan buurland Kirgizië, in het westen aan de oblast Zuid-Kazachstan (Oñtüstik Qazaqstan), in het noorden aan de oblast Qarağandı, en in het oosten aan de oblast Almaty; in het noordoosten heeft de oblast ook nog een oever aan het Balkasjmeer.